# Traffic Commissioner
Dieser Artikel wurde auf der  Qualitätssicherungsseite des Portals Transport und Verkehr eingetragen.
Bitte hilf mit, ihn zu verbessern, und beteilige dich an der Diskussion. (+)
Der Traffic Commissioner (deutsch Verkehrskommissar) ist zuständig für die Erteilung von Genehmigungen an, sowie die Kontrolle und Überwachung von Speditionen, Transporteure und Busfirmen. Er arbeitet für die Organisation Traffic Commissioners for Great Britain, diese ist zugehörig zum Geschäftsbereich des Transportministeriums (Department for Transport) des Vereinigten Königreichs und wird von diesem finanziert. Sie ist als tribunal non-departmental public body (NDPB) kein integraler Bestandteil eines Ministeriums, sondern eine quasi-autonome Nichtregierungsorganisation (quasi-autonomous non-governmental organisations, auch QUANGO), wobei der jeweilige Minister für die von ihm finanzierten Aktivitäten in letzter Instanz verantwortlich ist.

## Traffic Areas
Zum Zweck der Verwaltung des öffentlichen Nahverkehrs durch die Traffic Commissioner wurde Großbritannien, wie im Public Passenger Vehicles Act 1981, Kapitel 14 festgelegt, in verschiedene Traffic Areas unterteilt. Die elf Gebiete hießen Metropolitan, Northern, Yorkshire, North-Western, West Midland, East Midland, Eastern, South Wales, Western, South-Eastern und Scottish Traffic Area. Durch den Transport Act 1985 wurde die Einteilung der Gebiete in die Hände des Verkehrsministers übertragen, welcher später die Anzahl der Traffic Areas auf acht reduzierte.
| Traffic Area                   | Traffic Commissioner | Deputy Traffic Commissioners                   | Sitz       |
| ------------------------------ | -------------------- | ---------------------------------------------- | ---------- |
| Eastern                        | Richard Turfitt      | Marcia Davies, Gillian Ekins                   | Cambridge  |
| North Eastern                  | Kevin Rooney         | Liz Perrett                                    | Leeds      |
| North Western                  | Beverly Bell         | Patrick Mulvenna, Simon Evans                  | Warrington |
| South Eastern and Metropolitan | Nick Denton          | John Baker, Mary Kane                          | Eastbourne |
| West Midlands                  | Nick Jones           | James Astle, Miles Dorrington, Anthony Seculer | Birmingham |
| Western                        | Sarah Bell           | Fiona Harrington, Tim Hayden                   | Bristol    |
| Scotland                       | Joan Aitken          | Richard McFarlane                              | Edinburgh  |
| Wales                          | Nick Jones           | James Astle, Miles Dorrington, Anthony Seculer | Birmingham |

Das Hauptbüro befindet sich in Leeds im Metropolitan County West Yorkshire, es gibt sieben weitere Standorte für die Büros der einzelnen Traffic Commissioners.

## Aufgaben
Manchmal werden die Traffic Commissioner durch Hilfskommissionäre unterstützt, die wiederum Aufsichtspflichten bei gelegentlichen Zivilprozessen innehaben. Für ihre jeweiligen Zuständigkeitsbereiche (Landkreise, Bundesstaaten oder Bezirken) üben sie ihren Verantwortungsbereiche aus. Diese enthalten:
- Erteilung nationaler und internationaler (Gemeinschafts-)Lizenzen für den Güterkraftverkehr, den Fernbusverkehr und den Linienverkehr.
- Erteilung und Entzug von Führerscheinen für Berufskraftfahrer
- Überwachung der Umwelteignung von Parkplätzen, die als LKW-Parkplätze genutzt werden sollen

Zusätzliche Aufgaben:
- die Überwachung von Zuverlässigkeit, Kompetenz und finanzieller Unterstützung von Genehmigungsinhabern.
- das Unterstützung und Weiterentwicklung eines fairen Wettbewerbs zwischen den Unternehmen und den sicheren Betrieb von allen Schwerfahrzeuge (LKW und Busse)
- der Überwachung des beruflichen Verhaltens aller gewerblichen Fahrer im Güter- und Personenbeförderungsbereich.
- das Feststellen der Notwendigkeit von und die Umsetzung von neuen Verkehrseinrichtungen oder Verordnungen zur Gewährleistung des Verkehrsflusses, Vermeidung oder Reduktion von Stau und die Vermeidung oder Verminderung von Umweltverschmutzung.
- die Pflege von Investoren in der Verkehrsbranche, ein offenes Ohr haben für die Verkehrsindustrie, Gespräche mit den örtlichen zuständigen Personen (Verkehrsverbände und Endverbraucher), Durchführung von Infotagen und Seminaren

## Traffic Commissioners
Seit 1990 wird einer der Traffic Commissioners zusätzlich zum Senior Traffic Commissioners ausgewählt, um für die Einheitlichkeit des Bewerbungsverfahren von Betriebslizenzinhabern zu sorgen. Den Traffic Commissioners stehen als Stellvertreter Deputy Traffic Commissioners zur Seite.
| Name                                        | Begin der Amtszeit         | Ende der Amtszeit          |
| North-Western Traffic Area                  | North-Western Traffic Area | North-Western Traffic Area |
| ------------------------------------------- | -------------------------- | -------------------------- |
| Beverley Bell                               | April 2000                 |                            |
| Western Traffic Area                        |                            |                            |
| Philip Brown                                |                            | 30. April 2007             |
| Sarah Bell                                  | 12. Juni 2007              |                            |
| South-Eastern und Metropolitan Traffic Area |                            |                            |
| Christopher Heaps                           |                            | 30. April 2007             |
| Philip Brown                                | 1. Mai 2007                | 24. Oktober 2011           |
| Nick Denton                                 | 26. März 2012              |                            |
| Eastern Traffic Area                        |                            |                            |
| Geoffrey Simms                              |                            | 31. März 2007              |
| Richard Turfitt                             | Mai 2008                   |                            |
| Scotland Traffic Area                       |                            |                            |
| Michael Betts                               | 9. November 1992           |                            |
| Joan Aitken                                 |                            |                            |
| Wales und West Midlands Traffic Area        |                            |                            |
| David Dixon                                 |                            | 31. März 2007              |
| Nick Jones                                  | 1. Mai 2007                |                            |
| North Eastern Traffic Area                  |                            |                            |
| Tom Macartney                               |                            | 3. Oktober 2011            |
| Kevin Rooney                                | 5. März 2012               |                            |

## Kritik
Die Verkehrskommissionäre wurden vom Cyclists' Touring Club als „zahnloser Tiger“ beschrieben, weil ihnen jegliche Ermittlungsbefugnisse fehlen. Sie können erst zur Tat schreiten, wenn ihnen ein Anliegen vorgetragen wird. Dies kann zu langen Verzögerungen führen.